# Вулиця Саксаганського (Львів)
Ву́лиця Саксага́нського — вулиця в Галицькому районі міста Львова, яка сполучає вулицю Франка з проспектом Шевченка та по суті є уявним продовженням проспекту Шевченка. Прилучається вулиця Ярослава Стецька.

## Історія

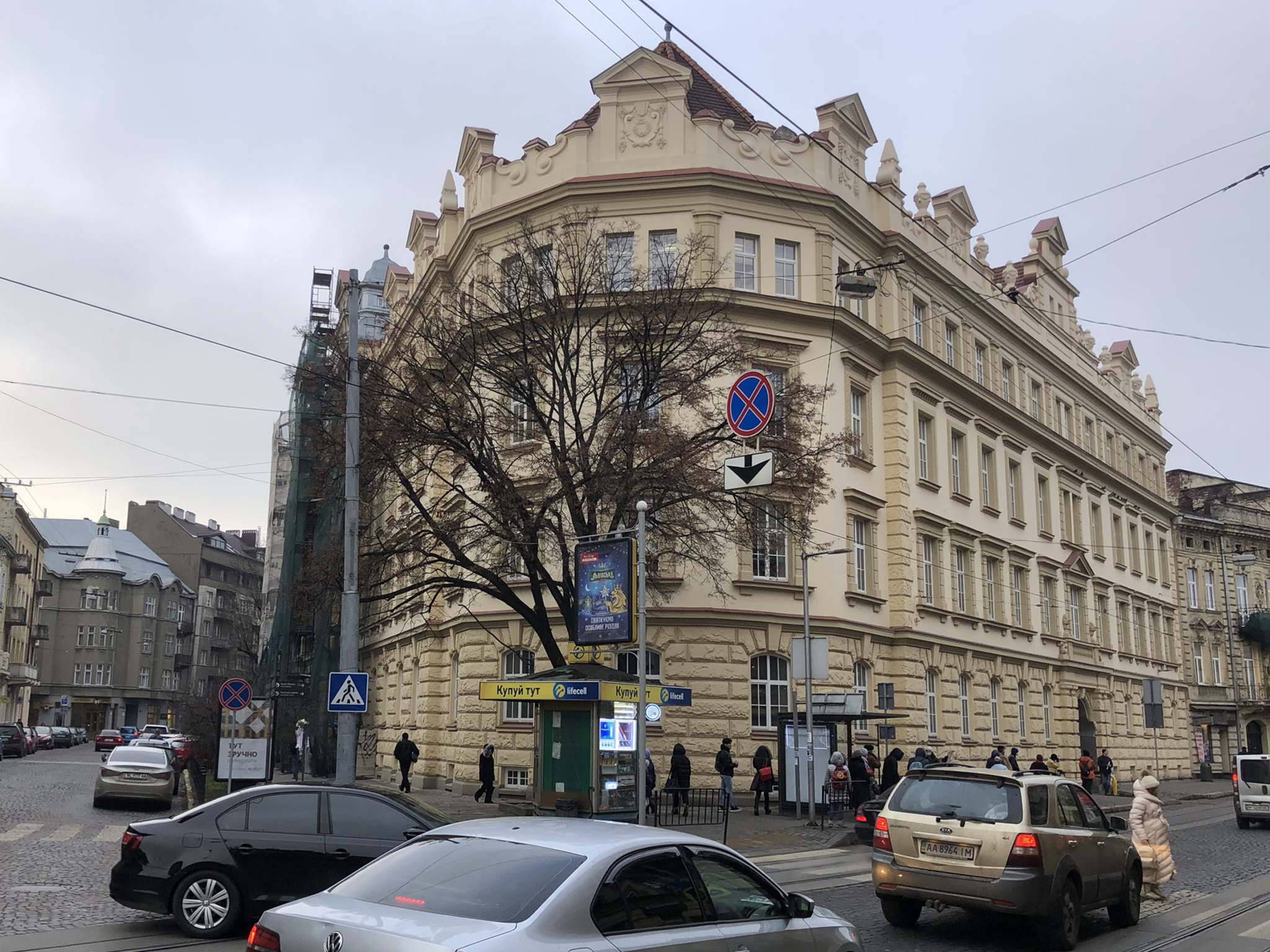
Вигляд на частину вулиці Саксаганського з вулиці І. Франка

Вулиця утворилася під час «глобального» впорядкування Львова на початку «ери» місцевого самоврядування. У 1871 році отримала назву «Стежкова». Тоді то була просто вузька стежка для піших прогулянок берегом річки Сорока, одного з допливів Полтви, протікаючи вздовж сучасної вулиці у напрямку вулиці Академічної (нині — проспект Шевченка). Після того, як річка була «захована» у труби наприкінці XIX століття, вулиця Стежкова почалася забудовуватися і вже перед початком першої світової війни була повністю сформована. 1905 року названа на честь учасника Січневого повстання 1863 року Тадеуша Романовича.
У травні 1942 року була перейменована на «Аллєєнштрассе», в липні 1944 року на короткий час була повернена довоєнна назва. В грудні 1944 року вулиця отримала свою сучасну назву — Панаса Саксаганського, на честь визначного українського актора, режисера, драматурга і педагога, одного з корифеїв українського побутового театру.

## Забудова
В архітектурному ансамблі вулиці Саксаганського переважають архітектурні стилі — класицизм, історизм та конструктивізм. Переважна більшість будинків на вулиці внесено до Реєстру пам'яток архітектури місцевого значення м. Львова.

Пам'ятна таблиця Каспару Вайґелю (вул. Саксаганського, 3)

Адміністративний суд (вул. Саксаганського, 13)

№ 1 — у міжвоєнний період у кам'яниці містилося латвійське консульство, а також тут розташовувалося службове приміщення (офіс) Дністрянської нафтової спілки «Десна», офіс польсько-американського еміграційного (колонізаційного) синдикату та представництво компанії «Deutz-Humbolt» (дизельні мотори) За радянських часів, у 1950—1957 роках, тут містився гуртожиток Львівського нафтопромислового технікуму. Після переїзду  технікуму до Дрогобича у 1957 році, звільнилося і приміщення гуртожитку. Від 1957 року тут міститься корпус біологічного факультету ЛНУ імені І. Франка та редакція журналу «Світ фізики», а також асоціація випускників ЛНУ імені І. Франка. Будинок внесений до Реєстру пам'яток архітектури місцевого значення під охоронним № 284-м.
№ 3 — чотириповерхова кам'яниця споруджена у 1909 році за проєктом архітектора Міхала Лужецького в стилі модерн з використанням модернізованих мотивів готики та ренесансу в межах давнього саду при палаці драматурга Александера Фредра для власника цієї ділянки Романа Ренського, інша назва — кам'яниця Ренського. Будівельними роботами керував архітектор Едмунд Жихович. 1911 року в будинку встановлено ліфт, який станом на сьогодні демонтовано. Нині тут містяться відділення АБ «Брокбізнесбанк», хостел «Під дахом», а також від 2013 року працює офіс львівської філії групи компаній «Експерт ІН». Будинок внесений до Реєстру пам'яток архітектури місцевого значення під охоронним № 285-м. 
Серед відомих мешканців будинку слід згадати про львівського вченого-геодезиста Каспара Вайґеля, що мешкав в цьому будинку у 1930—1941 роках. 20 листопада 1995 року, під час проведення симпозіуму пам'яті Каспара Вайґеля у Львові, на фасаді будинку за ініціативою львівського краєзнавця та дослідника історії Львова Юрія Охріменка встановлена та відкрита бронзова пам'ятна таблиця вченому, роботи скульптора Василя Ярича та архітектора Михайла Бендини. У міжвоєнний період в будинку мешкав професор хірургії університету імені Яна Казимира Владислав Добжанецький. Він був визнаним фахівцем пластичної та трансплантаційної хірургії і вважався одним з піонерів пластичної хірургії у Польщі та засновником польської школи пластичної хірургії. 4 липня 1941 року професора Добжанецького разом з іншими львівськими науковцями було розстріляно на Вулецьких пагорбах. Також мешкали невролог Станіслав Теппа, дантист Тадеуш Каспжицький.
№ 5 — житловий будинок споруджений в стилі модернізму за проєктом архітектора Міхала Лужецького, в якому нині містяться центр ранньої англійської Хелен Дорон, магазин-салон товарів для здоров'я «Біонет» та офіси ПАТ «АСК „Скарбниця“» і юридичної компанії «Справедливість». Будинок внесений до Реєстру пам'яток архітектури місцевого значення під охоронним № 286-м.
№ 6 — шестиповерхова кам'яниця з вбудованими крамницями на першому поверсі, споруджена у 1939 році за проєктом архітекторів Збіґнєва Вардзали та Адама Курилла з архітектурного бюро Станіслава Ружицького у стилі функціоналізму. Вважається, що саме будинок на нинішній вулиці Саксаганського, 6 є ключовим в еволюції львівського житлового будівництва в стилі функціоналізму. Сходова клітка оздоблена скляними блоками, нікельованою сталлю, деревом та каменем. Обладнання для опалення будинку виготовила фірма «Siemens & Halske». Будинок споруджений за кошти Нотаріальної палати, яка об'єднувала найбагатших та найвідоміших нотаріусів Львова, через що отримав назву — «Будинок нотаріусів» або є садиба Нотаріальної контори. В кам'яниці мали бути адвокатські бюро та на верхніх поверхах приватні помешкання. За Польщі цю ж адресу мали інженерно-архітектурні бюро Леопольда Карасінського та Максиміліана Кочура, а також бюро інженера-вимірювача Владислава Якубовського Наприкінці 1940-х років цю адресу мало курортне управління та працювали державні нотаріальні контори № 1, 6, 7, а на першому поверсі містився магазин «Подарунки». У 2000—2013 роках в приміщенні колишнього «подарункового» магазину працював магазин побутової техніки «Маленький принц». Нині тут міститься лише 1-ша львівська державна нотаріальна контора та магазин одягу «Geneva Couture». Будинок внесений до Реєстру пам'яток архітектури місцевого значення під охоронним № 733-м. У 2021 році в межах програми «100 років модернізму у Львові» Бюро спадщини ознакувало будинок інформаційною табличкою.
№ 7 — житловий будинок споруджений в стилі модернізму за проєктом архітектора Міхала Лужецького будівничим Едмундом Жиховичем. Будинок внесений до Реєстру пам'яток архітектури місцевого значення під охоронним № 287-м.
№ 8 — п'ятиповерховий будинок з цокольним поверхом збудований у 1931 році за спільним проєктом архітекторів Мечислава Штадлера та Мар'яна Нікодемовича. В будинку за Польщі містилася львівська філія фірми «Броніковський, Гродзький, Василевський С. А.», що займалася продажем сільськогосподарських машин та автомобільний салон «Адлер» Євстахія Штадлера. Цю ж адресу до 1939 року мало інженерно-архітектурне та будівельне бюро львівського архітектора Тадеуша Врубеля. За радянських часів тут містився спеціалізований магазин «Молодіжний», де продавалися товари для молодят. Тут за державною ціною, без переплати, можна було придбати чеські мешти, золоті обручки чи інший крам, але за умови наявності довідки з РАГСу про те, що ти одружуєшся. Кожне подібне придбання була подією, яку слід було «обмити», а найближчим закладом був бар «Нектар». Від середини 2000-х роках у колишньому приміщенні «Молодіжного» містяться меблевий магазин-салон «Домашній Рай» та кафе-бар «У старого броваря».
№ 9 — будинок споруджений за проєктом архітектора Юліана Захаревича. В кам'яниці за Польщі містилися букіністичний магазин Ярошевського, автомобільна та мотоциклетна спілка «Сайклер». За радянських часів в приміщенні містилося відділення Державної позавідомчої охорони при МВС УРСР Ленінського району м. Львова, нині — Галицький відділ управління поліції охорони у Львівській області. На початку 2010-х років, перший поверх займав взуттєвий магазин «Фелічі», а нині — магазин одягу «Модерн». Цю ж адресу мають центр розвитку дитини «Кузя» та фондовий магазин інвестиційної компанії «Росан-Цінні папери». Будинок внесений до Реєстру пам'яток архітектури місцевого значення під охоронним № 288-м.
№ 10 — будинок збудований у 1912—1913 роках за проєктом архітектора Тадея Обмінського. У кам'яниці за Польщі містився магазин з продажу ливарних виробів Бормана та молочарня Ломашевської, а також пансіон «Анюта» За радянських часів, від 1950-х років тут розташовувався будинок моделей «Укрголовшвейпрому». Нині тут діють салон краси «Бель Палаццо» та відділення «Дельта Банку».

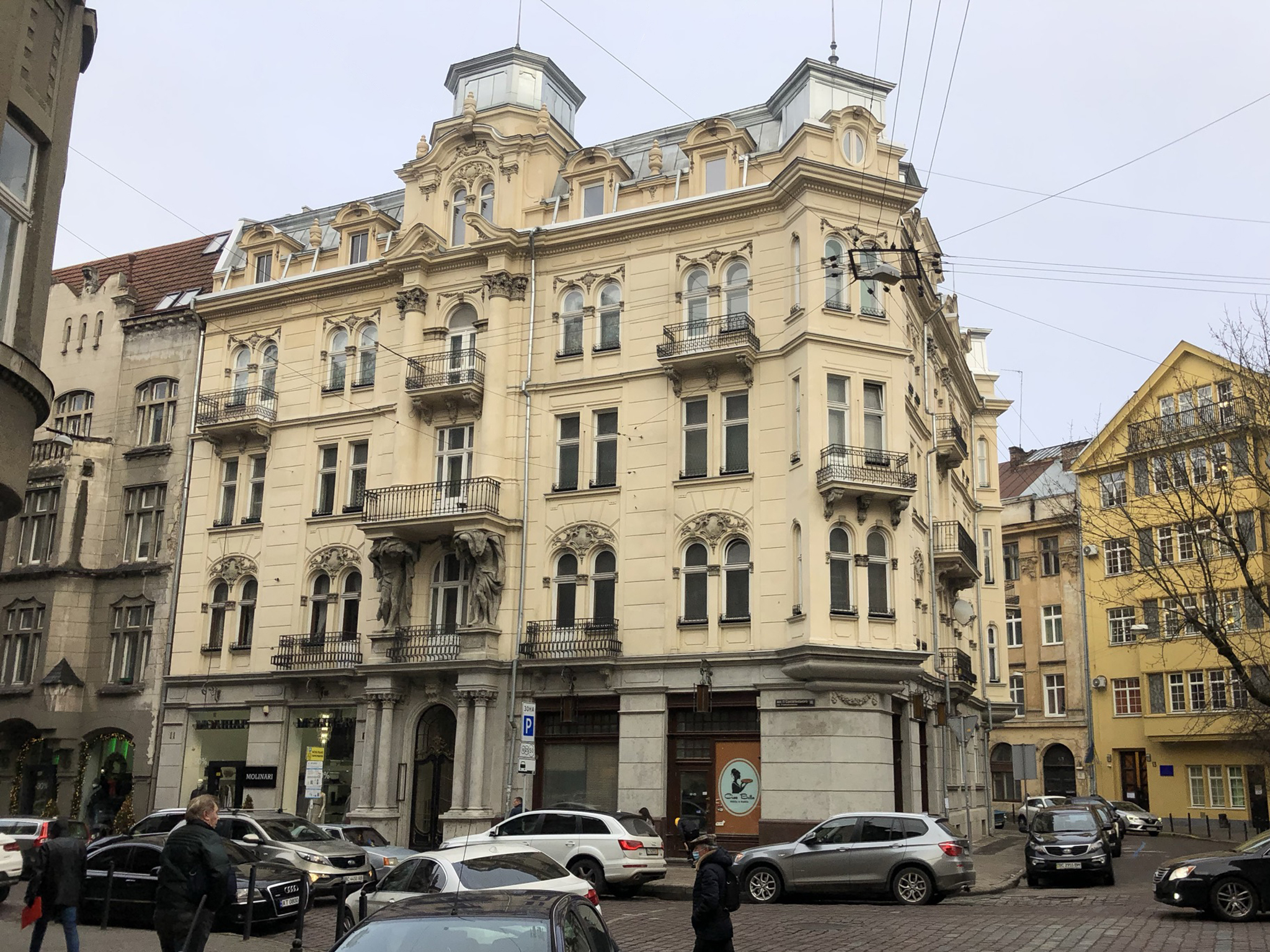
Житловий будинок (вул. Саксаганського, 11)

№ 11 — будинок збудований за проєктом архітектора Володимира Підгородецького у стилі модернізованого бароко. За Польщі у кам'яниці містилися пансіонат «Анюта» (1925 рік), фотоательє «Венус» та книгарня Шмаля. За радянських часів: у 1950-х роках — майстерня з ремонту меблів, у 1970—1980-х роках — популярний бар «Нектар». Заклад мав чотири зали, де збиралися різні мистецькі угруповання, а також молодята та їхні приятелі й родичі, оскільки, з протилежного боку на вул. Саксаганського, 8 розташовувався магазин «Молодіжний», у якому продавали товари для молодят (мешти, костюми, обручки тощо). Кожна така покупка була подією, яку як слід «обмивали» в «Нектарі». На початку 2010-х років приміщенні колишнього бару «оселилися» піцерія «Белла Чао» та магазин одягу «Молінарі». Будинок внесений до Реєстру пам'яток архітектури місцевого значення під охоронним № 289-м.
№ 13 — будівля Адміністративного суду. Проєкт наріжного будинку (колишня адреса — вул. Романовича, 11), розроблений у Відні, але його було перероблено у 1913 році проєктним бюро Міхала Уляма. Будівництво, перерване початком першої світової війни, завершено фірмою Уляма лише 1921 року. Будівля споруджена в еклектичному стилі з неоренесансними аттиками. Початково тут була Цісарсько-королівська фінансова прокуратура та Військова армійська інспекція. У радянські часи — штаб з'єднання військово-повітряних сил. До 2007 року у будівлі перебував штаб Повітряного командування «Захід» Повітряних Сил Збройних Сил України. У 2008—2018 роках у будівлі містився Львівський апеляційний адміністративний суд. Нині будівлю займає Восьмий апеляційний адміністративний суд. Будинок внесений до Реєстру пам'яток архітектури місцевого значення під охоронним № 1377-м.
№ 14 — будинок споруджений у 1911 році. Скульптурне оздоблення будинку приписується Францішку Томашу Бєрнату.